# آرثر بيتس جينينغز
آرثر بيتس جينينغز (بالإنجليزية: Arthur Bates Jennings)‏ هو مهندس معماري أمريكي، ولد في 1849، وتوفي في 30 مارس 1927 في نيويورك في الولايات المتحدة.